# Saint-Denis-du-Maine
Saint-Denis-du-Maine település Franciaországban, Mayenne megyében. Lakosainak száma 456 fő (2022. január 1.). Saint-Denis-du-Maine Arquenay, La Bazouge-de-Chemeré, Bazougers, La Cropte és Meslay-du-Maine községekkel határos.

## Népesség
A település népessége az elmúlt években az alábbi módon változott:
| Lakosok száma | 292  | 240  | 246  | 421  | 425  | 430  | 428  | 429  | 437  | 456  |
|               | 1968 | 1982 | 1990 | 2006 | 2013 | 2015 | 2017 | 2019 | 2020 | 2022 |